# Mülheim (stadsdelsområde)
Mülheim är ett stadsdelsområde i Köln, Tyskland, på Rhenflodens östra sida. Stadsdelsområdet hade ca 144 000 invånare 2005,  på en yta av 52,23 km². Stadsdelarna Buchforst, Buchheim, Dellbrück, Dünnwald, Flittard, Höhenhaus, Holweide, Mülheim och Stammheim.
Mülheim blev en del av Köln 1914.

## Kultur
I Mülheim ligger många av Kölns TV-studios där både större och mindre film- och TV-produktioner spelas in. Bland andra populära talkshower som Harald Schmidt och TV Total.